# Santa Maria (Setteville)
Santa Maria è una frazione del comune di Setteville, in provincia di Belluno. È situata a nord del capoluogo, sulla sponda destra del Piave.

## Monumenti e luoghi d'interesse
L'edificio di maggior rilievo situato a Santa Maria di Quero è la chiesa di Santa Maria Maddalena, edificata nel 1907.